# Nusa karikalensis
Nusa karikalensis är en tvåvingeart som beskrevs av Joseph och Parui 1989. Nusa karikalensis ingår i släktet Nusa och familjen rovflugor. Inga underarter finns listade i Catalogue of Life.